# Maxine Egner
Maxine Egner (* 12. Juli 2004 in Gaborone) ist eine Schwimmerin aus Botswana.

## Karriere
Egner trat bei den Olympischen Spielen 2024 in Paris an. Im Wettbewerb über 100 m Freistil erreichte sie Rang 27.
Außerdem nahm sie beim Schwimm-Weltcup 2021 in Budapest, den Afrikaspielen 2023 in Ghana und den Schwimmweltmeisterschaften 2024 in Doha teil.